# Edvard Sarvig
Edvard Johannes Sarvig (født 6. juni 1894, død 3. juni 1968, f. Sørensen) var en dansk kunstmaler. Primært landskabsmaler, med fokus på lys- og farvenuancer. Han malede en del selvportrætter. Han var blandt andet påvirket af L.A. Ring.
Edvard Sarvig var onkel til digteren Ole Sarvig.

## referencer
1. ↑  "Arkiveret kopi". Arkiveret fra originalen 19. oktober 2009. Hentet 2. maj 2020.